# باروخ ديجو
باروخ ديجو (بالعبرية: ברוך דגו‏) هو لاعب كرة قدم إسرائيلي في مركز نصف الجناح، ولد في 28 مارس 1982 في أديس أبابا في إثيوبيا. شارك مع منتخب إسرائيل تحت 21 سنة لكرة القدم ومنتخب إسرائيل لكرة القدم. أما مع النوادي، فقد لعب مع أبولون ليماسول ومكابي نتانيا ونادي أسدود ونادي مكابي تل أبيب ونيا سلاميس فاماغوستا وهابوعيل تل أبيب.

## وصلات خارجية
- باروخ ديجو على موقع الاتحاد الأوربي (الإنجليزية)
- باروخ ديجو على موقع قاعدة بيانات كرة القدم.إي يو (الإنجليزية)
- باروخ ديجو على موقع ناشيونال فوتبول تيمز (الإنجليزية)
- باروخ ديجو على موقع Soccerway.com (الإنجليزية)
- باروخ ديجو على موقع عالم كرة القدم.نت (الإنجليزية)